# Voungou
Voungou ist ein Kanton in dem gabunischen Departement Mongo innerhalb der Provinz Nyanga im äußersten Süden von Gabun. Mit Stand 2013 wurde die Einwohnerzahl auf 1319 bemessen. Es liegt auf einer Höhe von 307 Metern.